# Rajd Automobilistico del Sestriere 1953
Rajd Automobilistico del Sestriere 1953 (4. Rallye Automobilistico del Sestriere) – 4. edycja rajdu samochodowego Rajd Automobilistico Internazionale del Sestriere rozgrywanego we Włoszech. Rozgrywany był od 26 lutego do 2 marca 1953 roku. Była to druga runda Rajdowych Mistrzostw Europy w roku 1953.

## Klasyfikacja rajdu
| Miejsce                      | Kierowca                     | Pilot                        | Samochód                     | Czas                         | Strata                       |                              |
| Klasyfikacja generalna i ERC | Klasyfikacja generalna i ERC | Klasyfikacja generalna i ERC | Klasyfikacja generalna i ERC | Klasyfikacja generalna i ERC | Klasyfikacja generalna i ERC | Klasyfikacja generalna i ERC |
| ---------------------------- | ---------------------------- | ---------------------------- | ---------------------------- | ---------------------------- | ---------------------------- | ---------------------------- |
| 1.                           | Gert Seibert                 | Alfred Bolz                  | Citroën 11                   |                              | 0.0                          |                              |
| 2.                           | Roberto Scala                | Vittorio Mazzonis            | Lancia Aurelia               |                              |                              |                              |
| 3.                           | Mario Damonte                | Stefano Marsaglia            | Lancia Aurelia B22           |                              |                              |                              |
| 4.                           | Piero Valenzano              | Renato Sposetti              | Lancia Aurelia B20           |                              |                              |                              |
| 5.                           | Giuseppe Maranzana           | Giancarlo Carlotti           | Panhard Dyna X86             |                              |                              |                              |
| 6.                           | Emillio Christillin          | Sandro Fiorio                | Lancia Aurelia B22           |                              |                              |                              |
| 7.                           | Michel Grosgogeat            | Pierre Biagini               | Panhard Dyna X86             |                              |                              |                              |
| 8.                           | Ferdinando Gatta             | Gildo de Martino             | Lancia Aurelia B22           |                              |                              |                              |
| 9.                           | Giovanni Pignatelli          | Carlo Sonnino                | Lancia Aurelia B20           |                              |                              |                              |
| 10.                          | Emanuele Nasi                | Michele Ceriana              | Fiat 1400                    |                              |                              |                              |